# Ladoga taccaniisecunda
Ladoga taccaniisecunda är en fjärilsart som beskrevs av Rocci 1930. Ladoga taccaniisecunda ingår i släktet Ladoga och familjen praktfjärilar. Inga underarter finns listade i Catalogue of Life.